# Lanvéoc
Lanvéoc är en kommun i departementet Finistère i regionen Bretagne i västra Frankrike. Kommunen ligger i kantonen Crozon som tillhör arrondissementet Châteaulin. År 2022 hade Lanvéoc 1 951 invånare.

## Befolkningsutveckling
Antalet invånare i kommunen Lanvéoc
Referens:INSEE